# أندرو بوند
أندرو بوند (بالإنجليزية: Andy Bond) (16 مارس 1986 بويغان في المملكة المتحدة - ) هو لاعب كرة قدم بريطاني في مركز الوسط. شارك مع منتخب إنجلترا لكرة القدم C ‏. أما مع النوادي، فقد لعب مع ستيفيناغ بوروه وكولتشستر يونايتد ونادي بريستول روفيرز ونادي كرو ألكساندرا ونادي تشورلي ولانكستر سيتي ‏ ونادي بارو وChester F.C. ‏.

## وصلات خارجية
- أندرو بوند على موقع قاعدة بيانات كرة القدم.إي يو (الإنجليزية)
- أندرو بوند على موقع Soccerbase.com (لاعب) (الإنجليزية)
- أندرو بوند على موقع Soccerway.com (الإنجليزية)